# 娄学政
娄学政（1915年—1982年10月），男，陕西岚皋人，中华人民共和国政治人物，曾任安徽省革命委员会副主任，江苏省军区副司令员。